# IPad Air
L’iPad Air és la cinquena generació de tauletes iPad dissenyades, desenvolupades i distribuïdes per Apple Inc. Va ser anunciat el 22 d'octubre de 2013 i es va començar a comercialitzar aquell 1 de novembre. L’iPad Air té un disseny més fi i prim que el seu antecessor, amb similituds amb l'iPad Mini pel fet de tenir el sistema operatiu iOS 7, especialment dissenyat, i el processador de 64 bits Apple A7 amb el coprocessador M7.
L'iPad Air va ser anunciat durant la "keynote" al Yerba Buena Center for the Arts el 22 d'octubre de 2013. L'eslògan per a aquesta "keynote" va ser "Encara tenim molt a cobrir". (''We still have a lot to cover"). Va ser presentada junt l'iPad Mini amb pantalla Retina. També vam veure en la Keynote que l'iPad Mini i l'iPad 2 segueixen venent.

## Programari
L'iPad Air inclou el sistema operatiu iOS 7, llançat el 18 de setembre de 2013. Jonathan Ive, el dissenyador dels nous elements de iOS 7, va descriure l'actualització com "portar vista a la complexitat", subratllant millores com la nova i refinada tipografia, noves icones, translucidesa, les capes, l'estètica i el giroscopi impulsat com uns dels majors canvis en el disseny. A data del 10 de desembre del 2019 les darreres versions del sistema operatiu son iOS 13.3 i iPadOS 13.3.

## Maquinari
L'iPad Air té una pantalla retina de 9,7 polzades, la mateixa mida de pantalla que l'iPad 2, iPad de tercera i quarta generació, amb vores més estrets, més fi i lleuger.
Inclou el xip A7 amb una freqüència de rellotge de 1.3GHz i dos nuclis més del nou i innovador coprocessador M7 encarregat de rebre i processar les dades dels sensors augmentant l'eficiència energètica del processador principal, a més compta amb 1GB de RAM.
Té una càmera iSight de 5 megapíxels amb enregistrament Full HD i càmera FaceTime HD. Pantalla de 9,7 "resolució Retina amb una densitat de 264ppi, retroil·luminació LED, revestiment oleofòbic. Compta amb iOS 7, la nova versió del sistema operatiu d'Apple, amb noves i millors característiques, com el nou disseny, centre de control, AirDrop ...